# Polizeiruf 110
Polizeiruf 110 ist eine deutschsprachige Kriminalfilmreihe, die seit 1971 im Deutschen Fernsehfunk (DFF; 1972–1990: Fernsehen der DDR) produziert wurde und nach Auflösung des DFF ab 1993 von verschiedenen ARD-Anstalten fortgeführt wird. Der Polizeiruf 110 wurde am 27. Juni 1971 im DFF als Gegenstück zum westdeutschen Tatort zum ersten Mal gesendet und entwickelte sich schnell zum Publikumsliebling in der DDR.
Kurz vor dem Start der Serie hatte sich der Staats- und Parteichef Erich Honecker über das dröge Programm aus dem Studio Berlin Adlershof beklagt und mehr Unterhaltung gefordert. So sollte die Attraktivität des Fernsehprogramms aus dem Westen durch eigene Angebote des sozialistischen Staatsfunks geschmälert werden. Inhaltlich war es ein Balanceakt, denn eigentlich entsprach die Darstellung von Verbrechen und die Beschäftigung mit ihnen nicht dem ideologisch erwünschten Gesellschaftsbild. Trotzdem gelang es Polizeiruf-Autoren wie Eberhard Görner, sowohl kritische Themen anzusprechen, die in der DDR sonst eher tabu waren, als auch einige Pointen auf Kosten der Linientreuen mit einzubauen.
Nach der Wende etablierte sich die Fernsehserie in der gesamtdeutschen Fernsehlandschaft.

## Geschichte

Logo von 1971 bis 1973

Logo von 1981 bis 1990

Logo bis 2019

Logo seit 2019

### In der DDR (1971–1989)

#### Inhalt, Handlung und Abgrenzung zum „Tatort“
In den vom DDR-Fernsehen produzierten Episoden gab es kein festes Ermittlerteam; die Zusammenstellung der jeweils aktiven Kriminalisten erfolgte weitgehend zufällig und ohne Muster. Verbindendes Element war aber, dass in Folgen, in denen Oberleutnant bzw. Hauptmann Peter Fuchs mitwirkte, dieser stets der Chefermittler war. Als Grund für diese Diskontinuität gibt die Literatur an, dass die einzelnen Schauspieler zum Teil sehr zeitintensive anderweitige Verpflichtungen hatten, etwa Peter Borgelt am Deutschen Theater. Daher wurden die Polizeiruf-Folgen absichtlich so geschrieben, dass die einzelnen Ermittler nicht zwingend festgelegt waren, sondern problemlos gegeneinander ausgetauscht werden konnten. Deswegen war auch das Privatleben der Ermittler eher selten Teil der Handlung eines Polizeirufs. Ausnahmen bildeten hier z. B. die Folgen 32 Ein Fall ohne Zeugen, 55 Schuldig und 107 Kein Tag ist wie der andere.
Die Handlungsorte waren unabhängig von den jeweiligen Ermittlern über die ganze DDR von der Ostsee bis zum Erzgebirge verteilt. Sie wurden nie ausdrücklich festgelegt oder namentlich erwähnt, konnten aber mitunter aus den Umständen erschlossen werden. Diese Konstellation einer überregionalen Ermittlungsgruppe stimmte mit der kriminalistischen Realität in der DDR jedenfalls für Fälle einfacher Kriminalität nicht überein.
Unterschiedliche kleine und größere Verbrechen wurden aufgegriffen und dabei auch Themen wie Alkoholismus, Kindesmissbrauch und Vergewaltigung behandelt. Anders als bei heutigen Krimis, in denen fast ausschließlich in Tötungsdelikten ermittelt wird, beschäftigten sich die Ermittler im Polizeiruf 110 in allen Bezirken der DDR überwiegend mit den häufigeren und weniger schweren Delikten wie Einbruch, Erpressung, Betrug, Diebstahl und Jugendkriminalität. Im Gegensatz zum Tatort, der sich eindeutig auf die polizeilichen Hauptpersonen konzentriert und auch deren Privatleben darstellt, stand in den früheren Polizeiruf-Filmen die polizeiliche Ermittlungsarbeit stärker im Vordergrund. Die Drehbuchautoren legten besonderen Wert auf die Darstellung des Täters und seiner Psyche sowie der Hintergründe der Tat. Reißerische Action-Sequenzen waren dagegen selten.

#### Gesellschaftskritik und Zensur
Der Polizeiruf war eine der Sendungen des DDR-Fernsehens, in denen Probleme und Missstände offen – wenngleich mit pädagogischem Charakter – angesprochen wurden. Über Raub und Mord durfte mit der Einschränkung berichtet werden, dass die Zuschauer dennoch das Gefühl haben sollten, in einem stabilen Staat zu leben. Die perfekte Aufklärungsarbeit durch die Deutsche Volkspolizei war somit ein Stück weit Propaganda.
Nach der Biermann-Ausbürgerung 1976, als das DDR-Fernsehen stärker politisch kontrolliert wurde, mussten einige bereits produzierte Polizeiruf-Folgen zum Teil stark gekürzt werden, z. B. Der Einzelgänger. 
Alle 153 Drehbücher für die zu DDR-Zeiten gedrehten Folgen mussten vorab genehmigt werden. Dabei wurden unter anderem zu saloppe Begrüßungen wie „Hey, Boss“ korrigiert und mit der Anmerkung, es heiße nicht Boss, sondern Genosse Major, abgelehnt. Außerdem durften Volkspolizisten nicht zu unvorteilhaft dargestellt werden, z. B. indem sie rauchten. Dafür leistete die Volkspolizei hinsichtlich technischer Ausstattung und Personal volle Unterstützung beim Dreh und stellte bei Bedarf Polizeiketten, aber auch Einsatzfahrzeuge, Hubschrauber oder Mannschaftswagen zur Verfügung.
Grundsätzlich hatten die Drehbuchautoren und die Regisseure im Polizeiruf mehr Möglichkeiten, um z. B. Gesellschaftskritik anzusprechen. Dies geschah oft in der Form von Rede und Gegenrede: Der Kriminelle führte seinen gesellschaftswidrigen Standpunkt aus und begründete ihn mitunter sogar einigermaßen nachvollziehbar, sogleich antwortete ihm jedoch ein in der jeweiligen Folge als Sympathieträger aufgebauter systemtreuer Bürger, der den entgegengesetzten Standpunkt vertrat. Fachberater vom Ministerium des Innern (MdI), dem auch die Deutsche Volkspolizei unterstand, wachten bereits während der Produktion darüber, dass die Inhalte, z. B. in sprachlicher Hinsicht, systemkonform blieben und die Kriminalisten so dargestellt wurden, dass sie dem offiziellen Wunschbild weitgehend entsprachen. Die Polizisten wurden, mit einigen Ausnahmen in den späten 1980er-Jahren, weder rauchend noch Alkohol trinkend und auch nicht etwa lässig angezogen gezeigt.
Ein häufig vorkommendes Motiv – insbesondere auf Täterseite – war der Alkoholmissbrauch, der zu DDR-Zeiten ein gesellschaftlich großes Problem darstellte, aber in den Medien im Regelfall nur sehr abgemildert angesprochen wurde. Der Alkohol wurde als Mitursache für die kriminelle Entwicklung dargestellt, wobei er aber nie als Entschuldigung herhalten konnte.
Im Kreuzworträtselfall von 1988 wurde einer der bekanntesten Kriminalfälle der DDR-Geschichte, der als Kreuzworträtselmord bekannt gewordene sexuelle Missbrauch und Mord am siebenjährigen Lars Bense 1981 in Halle-Neustadt, nahezu authentisch nachgezeichnet.

#### Vorspann
Der Polizeiruf hatte bis 1989 mehrere Vorspannvarianten. In den ersten Filmen sieht man zu Beginn des Vorspanns ein Telefon, auf dem der Notruf 110 gewählt wird; anschließend sieht man eine Einsatzzentrale, in der ein Mann den Notruf entgegennimmt. Es folgen Aufnahmen eines Polizeiautos sowie eines Spürhundes, und die Ermittlungsarbeit der Polizei wird beispielhaft dargestellt. Im Gegensatz zu den späteren Vorspannversionen wurde hier der Titel Polizeiruf 110 noch ausgeschrieben, und die Darsteller der Ermittler wurden namentlich aufgeführt. Nach wenigen Episoden wurde die Musik ausgetauscht, das Bildmaterial wurde jedoch weiter verwendet.
Mit der ersten Farbfolge Gesichter im Zwielicht gab es ab 1973 auch einen neuen Vorspann, mit der Musik von Hartmut Behrsing. Zu Beginn sieht man mehrere Einsatzfahrzeuge beim Verlassen der Zentrale. Es folgen Aufnahmen von den Ermittlern Arndt, Fuchs, Hübner und Subras im Einsatz. Der Vorspann wurde teilweise auch in den folgenden Schwarzweiß-Folgen eingesetzt und war bis 1980 zu sehen. Der Serientitel wird nicht mehr vollständig genannt; man sieht nur noch die Ziffern 110.
1981 wurde dann eine neue Titelmusik eingeführt, die wiederum von Hartmut Behrsing komponiert wurde und bis zum Ende der Reihe beim DFF mit minimalen Veränderungen beibehalten wurde. Der Vorspann beginnt mit mehreren Einsatzfahrzeugen, die mit Blaulicht unterwegs sind. Es folgen unterschiedliche Sequenzen, in denen die Ermittler bei ihrer Arbeit zu sehen sind. Anfangs sieht man neben Arndt, Fuchs und Hübner Oberleutnant Bergmann; in späteren Folgen Grawe und Zimmermann. Auch hier wurden, mit Ausnahme der Crossover-Folge Unter Brüdern, nur die Ziffern 110 eingeblendet.

### Die Wendezeit (1989–1991)
Wie wohl keine andere Serie reflektierte der Polizeiruf die Wendezeit in der DDR, obwohl eigentlich nur drei Filme (Unter Brüdern, Das Duell und Thanners neuer Job) direkt auf die Ereignisse Bezug nehmen. In den meisten Fällen sind die Veränderungen unauffällig in die Filme eingebaut worden: Eine Parteiparole hängt in Tod durch elektrischen Strom schief an der Wand, und der bevorzugte Wohnungsbau in der DDR-Hauptstadt wird kritisiert. Hübner entgegnet in Zerstörte Hoffnung zwei Lehrern, dass er es sich durchaus vorstellen könne, dass ein Mensch nur aufgrund seiner Fähigkeiten einen Beruf ergreifen kann und nicht aufgrund seiner Gesinnung – eine Äußerung, die erst nach der Absetzung von Erich Honecker möglich wurde. Auch „Vereinigungskriminalität“, Rechtsextremismus und soziale Probleme nach der deutschen Einheit wurden thematisiert. In einigen Filmen passte die dargestellte Handlung allerdings nicht mehr zur damaligen Lage in der DDR. Daher wies man teilweise durch Einblendung der Handlungszeit darauf hin, dass die Geschichte vor der Wende in der DDR spielte (Tod durch elektrischen Strom). Die Handlung der damals neuen Filme wirkte durch den raschen gesellschaftlichen Wandel bisweilen anachronistisch und schon wenige Wochen nach den Dreharbeiten bei der Erstausstrahlung bereits überholt.
Ab Allianz für Knete haben die Ermittler neue, den westdeutschen Beamten entsprechende Ränge, und die bevorstehende mögliche Berufung in ein Beamtenverhältnis wird in Nebensätzen häufiger erwähnt (z. B.: Todesfall im Park).
In Unter Brüdern spielen erstmals zwei westdeutsche (Tatort-)Kommissare eine maßgebende Rolle, die Polizeiruf-Ermittler haben hier aber noch die Zügel fest in der Hand und entscheiden auf ihrem Gebiet selbstständig. Der Film kommt allerdings nicht ohne Klischees aus: Fuchs ist – für ihn völlig untypisch – bei der Ankunft im Westen stockbesoffen und lässt Schimanski und Thanner einen Bruderkuss zukommen (in der DDR war dieses, außer bei Treffen zwischen hohen Politikern aus dem Ostblock, völlig unüblich). Die DDR wird von Thanner außerdem als „Zone“ bezeichnet und, am Ende des Films kommt es zur Ordensverleihung. In diesem Film werden die Polizeiruf-Kriminalisten deutlich von den Mitarbeitern des MfS abgegrenzt. Dabei stellt der MfS-Oberst Dörfler (Ulrich Thein) die alte DDR dar, die von der erneuerten, in Gestalt von Fuchs, in die Zange genommen wird. Auch in Das Duell gibt es diese deutliche Abgrenzung (Beck und Böhme gegen den MfS-Oberst Reuter), die den Polizeiruf-Kommissaren den Übergang in das vereinigte Deutschland ermöglichen soll. Die Maßnahmen des MfS im Herbst ’89 werden u. a. von Beck scharf kritisiert. Es wird auch gezeigt, wie sich die Polizei, in Gestalt von Beck, der neuen Zeit und dem neuen Verständnis von Bürgerrechten anpassen muss. Es dürfen z. B. Zeugen nicht mehr einfach „zugeführt“ werden; die Ermittler müssen sie nun persönlich aufsuchen („… wie sollen wir denn so arbeiten?“). Das Duell ist einer der wenigen Filme, in denen die Ereignisse des Herbstes 1989 aus Sicht der demokratisierten DDR aufgearbeitet werden.
Thanners neuer Job liefert erstmals einen gesamtdeutschen Blick. Mit Thanner bekommen die DDR-Ermittler einen westdeutschen Vorgesetzten, der allerdings sehr besonnen auftritt. Die alte DDR wird am Beispiel des alten Vorgesetzten Fuchs abgewickelt, der noch in Unter Brüdern die fortschrittliche DDR darstellen durfte. Er ist nicht mehr der Chef der Einsatzgruppe, und er hat auch keine Macht mehr über die jugendlichen Straftäter, sondern wird von ihnen gedemütigt. Er tritt am Ende des Filmes kommentarlos und resigniert ab, wissend, dass er im neuen Staat überflüssig geworden ist.
In den Wendejahren wurde der Vorspann der Polizeiruf-Filme erneut mehrfach modifiziert: Ab 1989 wurde die Titelmusik von Hartmut Behrsing leicht verändert. Diese Version behielt man bei, als 1991 ein vollständig neuer Vorspann erstellt wurde. Der Mode entsprechend verschwanden DDR-typische Dinge fast vollständig: Man sieht ausschließlich PKWs aus der Bundesrepublik Deutschland, und sämtliche DDR-Symbole wurden beseitigt. Der Vorspann wurde jedoch nicht konsequent eingesetzt, sodass der alte immer wieder zu sehen war. Teilweise wurde auch der alte Vorspann mit neuen Bildern aus den jeweiligen Episoden kombiniert und der Helikopter der Volkspolizei durch einen moderneren westdeutschen Hubschrauber oder andere Szenen ersetzt.

### Seit 1991
Als der DFF nach dem Ende der DDR zum 31. Dezember 1991 aufgelöst wurde, war eine Fortsetzung des Polizeirufs zunächst fraglich, nachdem die zwei ersten Filme der neuen Kommissare Ehrlicher und Kain, die noch vom DFF produziert worden waren, als Filme des westdeutschen Pendants Tatort ausgestrahlt wurden. 1993 rief man dann aber, aufgrund des gesamtdeutschen Erfolgs alter Polizeiruf-Filme, nach anderthalbjähriger Pause die Reihe wieder ins Leben. Zunächst produzierten die neuen ARD-Anstalten MDR und ORB sowie der NDR, der in Mecklenburg-Vorpommern den DFF ersetzte, neue Polizeiruf-Folgen. Die Filme des ORB wurden anfangs gemeinsam mit dem SFB produziert. Die Erstausstrahlung findet seit 1993 in der Regel sonntags im Ersten abwechselnd mit dem Tatort statt.
Während der MDR zunächst auf die bisherigen Kriminalisten Beck, Raabe, Grawe und Hübner setzte, kamen im ORB/SFB und NDR neue Teams (Voigt/Hoffmann und Groth/Hinrichs) zum Einsatz, die aber durchaus eine DDR-Vergangenheit hatten. 1996 führte der MDR dann mit Schmücke und Schneider erstmals neue Kommissare ein. 1997 wurde mit Günter Naumann (Beck) der letzte Ermittler, der schon zu DDR-Zeiten im Dienst war, abgesetzt. Mittlerweile sind auch sämtliche „Nachwende“-Ermittler in den Ruhestand versetzt worden: Am längsten im Einsatz waren Hinrichs (31 Fälle in 15 Jahren) und das Team Schmücke und Schneider mit 50 Einsätzen in 17 Jahren.
Relativ schnell kamen auch Produktionen westdeutscher und österreichischer TV-Anstalten hinzu; alle außer dem BR sind mittlerweile jedoch wieder ausgestiegen. Heute hat jede der produzierenden regionalen Sendeanstalten, zurzeit MDR, RBB (fusionierter ORB und SFB), BR und NDR, ein eigenes Ermittlerteam, das jeweils im Zuständigkeitsbereich des Senders ermittelt und meist an eine Stadt gebunden ist.
Das Konzept der neuen Polizeirufe ähnelt der Tatort-Reihe; als wesentliches Verbrechen werden nun Morde behandelt, allerdings wird auch häufig (im Gegensatz zum Tatort) aufgrund anderer Verbrechen ermittelt (vor allem in den Filmen des NDR und ORB bzw. RBB).
1993 nutzte man noch die alte Erkennungsmelodie von Hartmut Behrsing im Vorspann. Man zeigte jetzt aber Szenen aus den aktuellen Episoden. Diese Variante wurde zusammen mit der Titelmusik nach wenigen Filmen ersetzt. Im neuen Vorspann mit der Musik von Peter Gotthardt sah man zunächst stark verfremdete Szenen einer Stadt. Anschließend wurden Gesichter aus den Fotos unterschiedlicher Personen zusammengesetzt, und danach entstanden aus einem stilisierten Fingerabdruck ein angedeutetes Labyrinth, das ARD-Logo und schließlich der Serientitel.
Ab Episode 204 (1998) wurde ein komplett neuer Vorspann verwendet: Man sah wieder Actionszenen verschiedener Episoden, und die Titelmelodie wurde durch eine Neukomposition von Freddy Gigele ersetzt. Zehn Jahre später modernisierte man den Vorspann etwas: Die Episodenausschnitte verschwanden, und man erstellte eigens für den Vorspann neues Material. Darüber hinaus wurde die Musik anders arrangiert. 2019 erneuerte man den Vorspann nochmals komplett. Die Musik von Freddy Gigele wurde allerdings erneut nur variiert und stellt damit seit 1998 eine gewisse Kontinuität her. Der Polizeiruf verfügt über mittlerweile neun verschiedene Vorspannvarianten, die sich voneinander teilweise stark unterscheiden (sowohl Bild als auch Musik) und die Wiedererkennbarkeit, im Gegensatz zum Tatort, einschränken.
2015 gab Das Erste die durchschnittlichen Kosten eines 90-minütigen Polizeiruf 110 mit 1,395 Millionen Euro (15.500 Euro/Minute) an.

## Folgen

### Wiederholungen und verschollene Folgen
Die Polizeiruf-Folgen werden seit der Wende unregelmäßig in verschiedenen dritten Programmen der ARD und auf 3sat wiederholt. Einige Filme gelten als verschollen oder sind nur noch fragmentarisch vorhanden:
- Folge 2 Die Schrottwaage (1971) liegt nur in Fragmenten in einer Gesamtlänge von 15 Minuten vor.
- Folge 3 Die Maske (1972) ist komplett verschollen.
- Folge 33 Der Spezialist (1975) liegt derzeit nur ohne Ton vor und ist daher nicht sendefähig.
- Die Folge Im Alter von … (angeregt durch den Fall Erwin Hagedorn), gedreht 1974 und auf Erlass der Programmverantwortlichen des DDR-Fernsehens bis auf das unvertonte Kameranegativ vernichtet, wurde 2011 vom MDR nachsynchronisiert. Da die meisten der damaligen Darsteller inzwischen verstorben waren oder mittlerweile zu alt klangen, wurden sie von aktuellen und ehemaligen Kommissaren und Ermittlern der Polizeiruf-Reihe gesprochen. Die Erstausstrahlung erfolgte am 23. Juni 2011 und wurde von 1,89 Millionen Zuschauern gesehen.[15]
- Eine weitere Folge, Rosis Mann (Arbeitstitel: Das zweite Arbeitsverhältnis), mit dem Ermittlerteam Hauptmann Fuchs und Oberleutnant Lutz Zimmermann, wurde vom 11. März bis 30. April 1984 von der DEFA u. a. in Berlin und Umgebung sowie in Magdeburg gedreht und auch komplett sendefähig produziert. Der Film sollte ursprünglich noch 1984 ausgestrahlt werden. Da allerdings nach Beendigung der Dreharbeiten, aber noch vor dem geplanten Sendetermin drei Darsteller illegal in die Bundesrepublik ausreisten, wurde der gesamte Film offenbar vernichtet.[16]

### Zeitweise gesperrte Folge
Obwohl die Aufsichtsgremien der ARD die Polizeiruf-110-Folge Samstags, wenn Krieg ist (SDR) schon nach der Erstausstrahlung am 18. September 1994 aufgrund der exzessiven Gewaltdarstellung kritisierten, liefen Wiederholungen der Folge bis 2002 mehrfach im Fernsehen. Die Folge wurde wegen der missverständlich aufgenommenen Darstellung von Gewalt, des subjektiven Eindrucks der Nähe zu rechtsradikalem und nationalsozialistischem Gedankengut sowie teilweise äußerster Brutalität vom Fernsehdirektor des SWR am 27. Dezember 2006 gesperrt. Am 16. Januar 2016 strahlte der SWR die Folge schließlich erneut aus.

## Ermittler
Die folgende Tabelle gibt einen Überblick über die aktiven Ermittler und -Teams. Alle übrigen Ermittler sind im Hauptartikel zu finden.

| Zeitraum  | Rollennamen und Ermittlerteam | Darsteller | Bild der Darsteller               | Region                          | Filme | Rundfunk- anstalt | Besonderheiten                                                                            |
| --------- | --- | --- | --------------------------------- | ------------------------------- | ----- | ----------------- | ----------------------------------------------------------------------------------------- |
| seit 2010 | Katrin König, Alexander Bukow (bis Film 24), Melly Böwe (ab Film 25)                                                                              | Anneke Kim Sarnau, Charly Hübner (bis 2022), Lina Beckmann (ab 2022)                                                                        | Anneke Kim Sarnau                 | Rostock                         | 29    | NDR               |                                                                                           |
| seit 2013 | Doreen Brasch, Jochen Drexler (bis Film 5), Dirk Köhler (Filme 6–11), Uwe Lemp                                                                    | Claudia Michelsen, Sylvester Groth (bis 2015), Matthias Matschke (2016–2019), Felix Vörtler                                                 | Claudia Michelsen · Felix Vörtler | Magdeburg                       | 20    | MDR               |                                                                                           |
| seit 2015 | Adam Raczek (bis Film 13), Olga Lenski (bis Film 10), Vincent Ross (ab Film 12), Alexandra Luschke (Film 11, ab Film 15), Karl Rogov (ab Film 14) | Lucas Gregorowicz (bis 2022), Maria Simon (bis 2021), André Kaczmarczyk (ab 2022), Gisa Flake (2021, ab 2023), Frank Leo Schröder (ab 2023) |                                   | Świecko (Dt.-poln. Grenzgebiet) | 18    | RBB               | Die Figur Olga Lenski trat auch schon zuvor an der Seite des Ermittlers Horst Krause auf. |
| seit 2021 | Henry Koitzsch, Michael Lehmann | Peter Kurth, Peter Schneider | Peter Kurth                       | Halle (Saale)                   | 2     | MDR               |                                                                                           |
| seit 2023 | Cris Blohm | Johanna Wokalek | Johanna Wokalek                   | München                         | 4     | BR                |                                                                                           |

Zwischen dem Polizeiruf und anderen Produktionen des DDR-Fernsehens gab es verschiedentlich auch kleine Crossover. So verkörperte Jürgen Frohriep 1974 abseits des Polizeirufs auch in dem dreiteiligen Fernsehfilm Der Leutnant vom Schwanenkietz den Oberleutnant Jürgen Hübner.
1987 gab es ein Crossover mit der Reihe Der Staatsanwalt hat das Wort, in deren 118. Folge Himmelblau oder Hans im Glück Andreas Schmidt-Schaller als Leutnant Grawe auftrat.

## Philatelistisches
Mit dem Erstausgabetag 2. November 2021 gab die Deutsche Post AG in der Serie Deutsche Fernsehlegenden anlässlich des 50. Bestehens der Sendung Polizeiruf 110 ein Postwertzeichen im Nennwert von 95 Eurocent heraus. Der Entwurf stammt vom Grafiker Thomas Steinacker aus Bonn und zeigt den Helikopter und das Logo aus dem originalen Vorspann der Serie.

## Weiterführende Informationen

### Dokumentationen Hörfunk/TV
- Thomas Gaevert: Eher regnet es Tinte … – Der Mordfall Hagedorn und ein verbotener Film. Hörfunk-Dokumentation, 55 Minuten; Produktion: Südwestrundfunk 2010; Erstsendung: 3. November 2010.
- Lutz Pehnert, Matthias Ehlert: 30 Jahre Polizeiruf 110 – Tatort Ostdeutschland. TV-Dokumentation, ca. 45 Minuten, MDR/ORB Gemeinschaftsproduktion, 2001.[18]
- Matthias Ehlert, Thomas Gaevert, Lutz Pehnert: 40 Jahre Polizeiruf – Eine Erfolgsstory. TV-Dokumentation, 43 Minuten; Produktion: MDR/Urlass-Film 2011; Erstsendung: 23. Juni 2011, MDR.
- Thomas Gaevert: Lange Nacht zum Polizeiruf 110. Hörfunk-Feature, 158 Minuten, DLF 2021, Erstsendung am 19. Juni 2021.